# 約旦學院
約旦學院（英語：Jordan College）是英國作家菲力普·普曼奇幻小說《黑暗元素三部曲》中的虛構大學學院。在萊拉的世界內，約旦學院是牛津大學二十三所學院中最為古老的，非常富有且規模龐大。萊拉·貝拉克從小在此長大。

## 地理歷史
在小說的虛構歷史裡，約旦學院約莫建於中世紀早期至18世紀之間，其建築環繞著三個不規則的中院，與聖米迦勒學院和加百利學院毗鄰。約旦學院的地下構造亦十分龐大，從中世紀起就開始擴建地下世界。
「隧道、豎坑、地窖、階梯都深埋在學院下方及附近數百呎處，因此地下世界的空氣幾乎和地上一樣充沛。基本上，約旦學院聳立在類似泡沫的石頭上方。」——《黃金羅盤》
其中小禮拜堂下的地窖安置著歷任院長的棺木。
約旦學院在全英國擁有大量的土地與資產，範圍涵蓋牛津、布里斯托和倫敦。
在《黑暗元素》女主角萊拉·貝拉克所處的時代，約旦學院是實驗神學的重鎮，歐洲與新法國都無法與之相比。萊拉從嬰兒時就被生父艾塞列公爵寄養在約旦學院，從小被那裡的學者和僕人們扶養長大。
威爾的世界（也就是我們所處的世界）中的牛津與萊拉世界中的牛津構造十分接近，不過那裡並沒有約旦學院。
在萊拉離開約旦學院後，恰好正值教誨權威權力大增之時，約旦學院乃至整個英格蘭、整個世界都動盪不安，學院的一些僕人都離開了。但當無上權威（上帝）的統治被推翻後，教誨權威內部陷入混亂，約旦學院及牛津其他學院又回復了平靜的日子。

## 原型

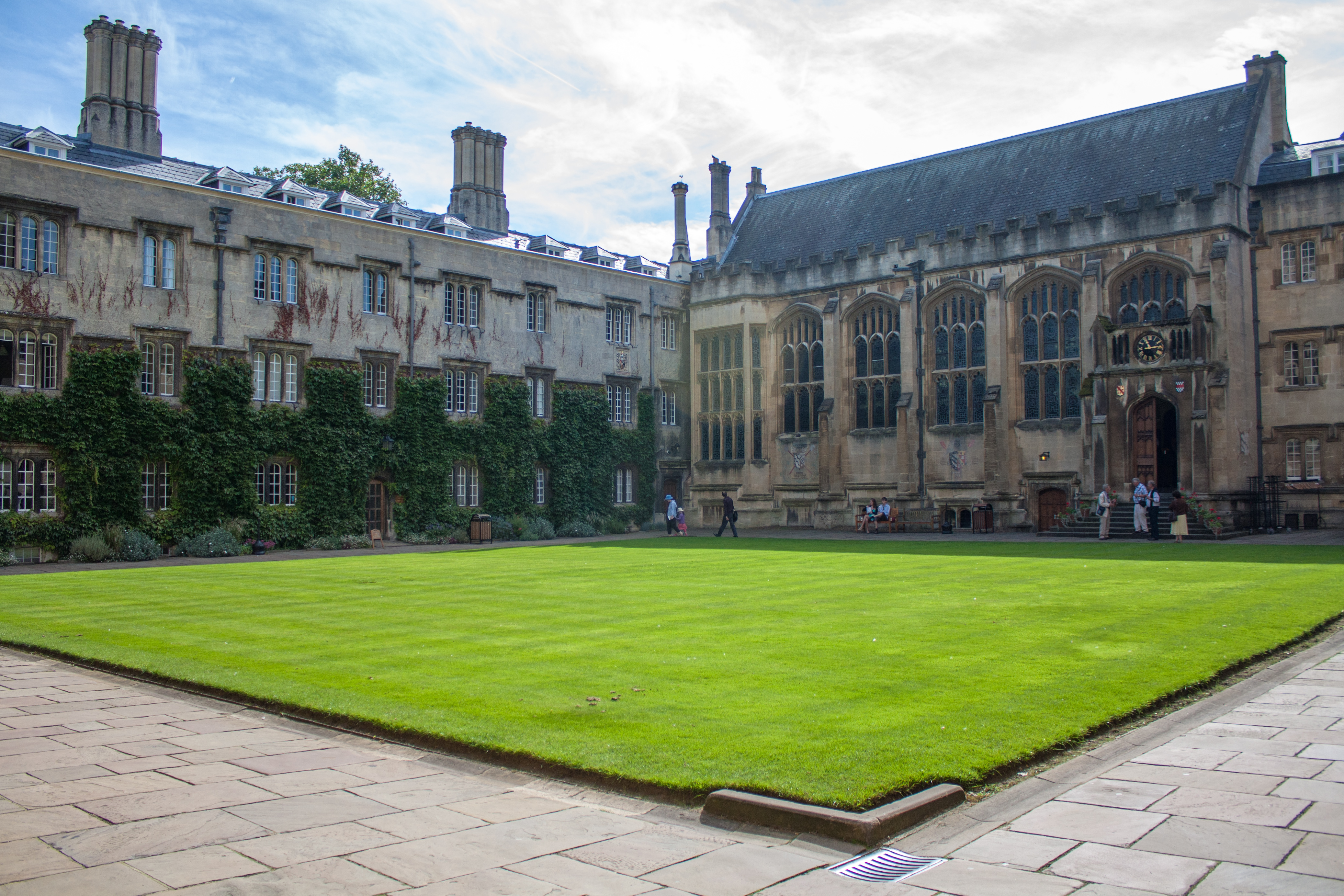
牛津大學埃克塞特學院是約旦學院可能的原型。

約旦學院的原型可能為作者菲力普·普曼的母校牛津大學埃克塞特學院，它是牛津大學第四古老的學院。小說裡一些關於約旦學院的細節，不少都是源自於普曼的經歷。

## 改編
在克里斯·魏茲執導的電影《黃金羅盤》中，約旦學院主要在牛津大學埃克塞特學院以及牛津大學基督堂學院等地取景。

## 延伸閱讀
- 《飛越黃金羅盤：菲力普·普曼的魔法》紀錄片
- 布萊恩·希伯理，《黃金羅盤－電影典藏本》，繆思出版，2007年10月